# Johannes Prioris
Johannes Prioris (* um 1460 in Brabant (unsicher); † um 1514 in Frankreich) war ein franko-flämischer Komponist und Sänger der Renaissance.

## Leben und Wirken
Der Name Prioris ist eine Latinisierung des flämischen Worts „De Veurste“ oder „De Vorste“, was auf eine flämische Abstammung hindeutet, und zwar aus der Stadt Vorst in der weiteren Umgebung von Brüssel. In einem Register dieser Stadt aus dem Jahr 1536, also 20 Jahre nach der Lebenszeit des Komponisten, ist ein Einwohner mit Namen „Prioirs“ verzeichnet. Es gibt nur wenige direkte Belege zu seinem Lebenslauf; die Musikforschung konnte die meisten nachfolgend dargestellten Aussagen nur auf indirektem Wege ermitteln, welche somit zwar plausible, aber unbewiesene Vermutungen darstellen.
Auffällig ist die hohe Zahl von Werken von Prioris in italienischen Quellen; insbesondere sind seine frühesten Messen, zwei Magnificats und die Hälfte seiner Motetten nur in Handschriften überliefert, die für die päpstliche Kapelle in Rom kopiert wurden. Darüber hinaus besitzen zwei Magnificat-Vertonungen die Eigenart, dass alle zwölf Strophen polyphon vertont wurden, eine Tradition, die praktisch nur in der päpstlichen Kapelle üblich war. Außerdem gehört Prioris’ Motette „Dominus non secundum peccata nostra“ zu den frühesten Vertonungen dieses Tractus, komponiert  in einer Zeit, wo dieser Text nur in der päpstlichen Kapelle mehrstimmig gesungen wurde. Diese Überlieferungsmerkmale weisen auf einen Aufenthalt des Komponisten in Italien zu Beginn der 1480er Jahre hin, wo er, vielleicht im Dienst eines der Kardinäle, einige Zeit in Rom verbracht hat und der päpstlichen Kapelle nahe genug stand. Ein Aufenthalt von Prioris in Italien hat sich jedoch bisher nicht belegen lassen.
Zu weiteren frühen Quellen seiner Werke gehören Handschriften, die in den 1490er Jahren kopiert worden sind, darunter eine Reihe französischer Chanson-Sammlungen (Chansonniers) mit einem Repertoire, das sich meist auf Komponisten beschränkte, die mit der französischen Hofkapelle in Verbindung standen. Dies lässt darauf schließen, dass Prioris bereits Ende der 1480er Jahre Mitglied dieser Hofkapelle war. Sollte dies zutreffen und er war während der 1490er Jahre dort Mitglied, außerdem in dieser Eigenschaft laut einem Beleg vom Jahr 1503 maître de chapelle, ist es gut möglich, dass er in diesem Amt der Nachfolger von Johannes Ockeghem († 1497) gewesen ist.
Die sicheren Belege für die Zugehörigkeit des Komponisten zur genannten Hofkapelle reichen von 1503 bis 1512, nachdem der Botschafter der Stadt Ferrara am französischen Hof am 8. Juni 1503 an Herzog Ercole I. von Ferrara (Regierungszeit 1471–1505) geschrieben hat, er schicke ihm eine Messe von Prioris, dem Kapellmeister von König Ludwig XII. von Frankreich. Allerdings wurde diese Messe nicht näher benannt, und in den Archiven der Stadt Ferrara sind keine Kompositionen von Prioris überliefert. Im gleichen Jahr 1503 berichtet der königliche Hofchronist Jehan d’Authon (um 1466–1527) von einer Begebenheit, wo einige Beamte des königlichen Hofs auf einer Reise nach Genua mit Wegelagerern in Streit geraten seien, und diese „haben die Reisenden, unter ihnen einen Kapellmeister namens Prioris, so sehr geängstigt, dass er glaubte, sterben zu müssen“. Der gleiche Chronist berichtet von dem maître de chapelle Prioris, der sich mit König Ludwig XII. bei der Belagerung von Genua im Jahr 1507 dort aufhielt. 1510 wurde Prioris zum Ersten Kaplan ernannt, aber nur amulatoire, also befristet, womit die Aufgabe des Aufbaus einer Chorschule (ähnlich einer Maîtrise) der Sainte-Chapelle verbunden war.
Der zeitgenössische Dichter Guillaume Crétin wandte sich nach dem Tod des Musikers Jehan Braconnier, genannt Lourdault († Januar 1512), an „nostre bon père et maîstre“ Johannes Prioris mit der Bitte, er möge ein „Ne recorderis“ für den Verstorbenen komponieren. Aus dieser in Gedichtform ausgesprochenen Bitte geht hervor, dass Prioris noch der Hofkapelle angehörte; er war aber nicht mehr deren Kapellmeister, sondern ein gewisser Conrad. König Ludwig XII. von Frankreich verstarb am Jahresanfang 1515. In den Berichten über die Begräbnisfeierlichkeiten ist Prioris’ Name nicht enthalten, woraus geschlossen wurde, dass der Komponist sich im Januar 1515 entweder im Ruhestand befand oder bereits verstorben war.

## Bedeutung
Die Messen von Johannes Prioris sind abwechslungsreich, mit großem handwerklichen Geschick geschrieben und zeigen den Einfluss von Johannes Ockeghem. Die wahrscheinlich früheste ist die homorhythmische Missa Allez regrets und verbindet eine Cantus-firmus-Struktur mit frühen Parodie-Techniken; sie ist vielleicht die erste, welche die Chanson Allez regrets von Hayne van Ghizeghem verarbeitet. Dagegen trifft man in der Missa de angelis auf Paraphrasierungen der Choräle von Kyrie und Gloria, aber auch auf große satztechnische Vielfalt und kontrapunktische Entwicklungen. Sein Requiem sowie die sechsstimmigen Messen „De venerabili sacramento“ und „Tant bel mi sont pensade“ sind wahrscheinlich Spätwerke. Die meisten vierstimmigen Motetten des Komponisten sind typisch für die französischen Hofkomponisten um die Wende zum 16. Jahrhundert; durchgehend kanonisch angelegt sind dagegen die fünfstimmige Motette „Benedicta es caelorum regina“, die sechsstimmige „Da pacem Domine“ und die achtstimmige „Ave Maria“, wahrscheinlich ebenfalls Spätwerke, weil sie sich erst nach dem Tod des Komponisten verbreitet haben. Seine beiden Motetten-Chansons verbinden einen geistlichen Cantus firmus mit dem weltlichen Text eines Rondeau. Die dreistimmigen Rondeaus, mit Einflüssen von Antoine Busnoys und Hayne van Ghizeghem, sind Duette von Diskant und Tenor, vereint mit einem Contratenor mit zukunftsweisenden Zügen in der motivischen Behandlung. Besonders zu erwähnen ist das Rondeau „Par vous je suis“, wo Prioris die flämische Melodie „In minem sin“ in der von Josquin verwendeten Fassung nach dem Vorbild von Josquin und seinen Zeitgenossen beinahe kanonisch vertont.
Die Musik von Johannes Prioris zeigt eine bemerkenswerte Erfindungsgabe und eine ausgereifte kompositorische Technik. Er stand für viele Jahre an der Spitze eines der bedeutendsten europäischen Musikzentren seiner Zeit. Er wurde von einer Reihe von Autoren, so von Guillaume Crétin, Eloy d’Amerval, Jehan Daniel und François Rabelais sehr geschätzt; in dem zweiten Teil der Motette „Mater floreat“ von Pierre Moulu (um 1484 – nach 1540) gehört er zu den dort gerühmten Komponisten. Einige seiner Werke, so beispielsweise sein Requiem, im Jahr 1532 im Druck erschienen und 1553 nachgedruckt, erfreuten sich bis weit über seinen Tod hinaus einer besonderen Wertschätzung, so seitens des Sängers Pernot Vermont († 1558), der testamentarisch verfügt hat, dass dieses Requiem zu seinem Gedächtnis gesungen werden soll.

## Werke
- Messen
  - Missa „Allez regrets“ zu vier Stimmen, nach der gleichnamigen Chanson von Hayne van Ghizeghem
  - Missa de angelis zu vier Stimmen
  - Missa de venerabili sacramento zu sechs Stimmen
  - Missa „Je ne demande“ zu vier (?) Stimmen, 1906 verbrannt (identifiziert 1973 mit der Missa „Je ne demando“ = „Elle est bien malade“ = sine nomine)
  - Missa „Tant bel mi sont pensade“ zu sechs Stimmen nach einer anonymen Chanson
  - Requiem zu vier Stimmen, vielleicht auf den Tod der Anne von Bretagne († 9. Januar 1514)
- Motetten und Magnificats
  - „Alleluia: O filii, o filiae“ zu vier Stimmen
  - „Ave Maria“ zu drei Stimmen
  - „Ave Maria“ zu acht Stimmen (Quadrupelkanon, vier Stimmen notiert)
  - „Benedicta es caelorum regina“ zu fünf Stimmen
  - „Da pacem Domine“ zu sechs Stimmen (Tripelkanon, drei Stimmen notiert)
  - „Domine non secundum peccata nostra“ zu vier Stimmen
  - „Dulcis amica Dei“ zu drei bis vier Stimmen
  - „Factum est cum bapticaretur“ zu vier Stimmen
  - „In principio erat verbum“ zu vier Stimmen
  - Magnificat primi toni zu drei bis vier Stimmen
  - Magnificat tercii toni zu zwei bis vier Stimmen
  - Magnificat quarti toni zu vier bis fünf Stimmen (2 Fassungen)
  - Magnificat quinti toni zu drei bis fünf Stimmen
  - Magnificat octavi toni zu vier bis sechs Stimmen
  - „Mater Dei genitrix“ zu vier Stimmen
  - „Quam pulchra es“ zu vier Stimmen
  - „Regina caeli“ zu vier Stimmen
  - „Stabat mater“ (Fragment, nur Tenor erhalten)
- Motetten-Chansons, zu vier Stimmen
  - „Deuil et ennui“ / „Quoniam tribulatio“
  - „Royne du ciel“ / „Regina caeli“
- Rondeaux, zu drei Stimmen
  - „C’est pour aymer“
  - „Elle l’a pris“
  - „Entré je suis“ (siehe „Par vous je suis“)
  - „Mon plus que riens“
  - „Par vous sermens“
  - „Plus qu’autre“
  - „Riens ne me plaist“
  - „Vostre oeul s’est bien“ / „Consomo la vita mya“ (Text: Serafino dall’Aquila, der wahrscheinlich auch den 3-st. Satz schrieb. Prioris schrieb wahrscheinlich nur die vierte Stimme)
- Weitere weltliche Stücke
  - Freie Chansonform „Par vous je suis“ zu fünf Stimmen, imitierender, wahrscheinlich instrumentaler Satz einer Melodie
  - Strambotto „Consommo la vita mya“ zu drei bis vier Stimmen
- Zweifelhafte Kompositionen und Fehlzuschreibungen
  - „Ait latro ad Jesum“ zu vier Stimmen, anonyme Einfügung in die Missa de angelis, wahrscheinlich nicht von Prioris
  - „Gentils galans“ zu vier Stimmen, Prioris und Crispinus van Stappen (um 1465–1532) zugeschrieben, wahrscheinlich von van Stappen
  - „Mon cueur et moi“ zu drei Stimmen, anonym und Prioris zugeschrieben, beide Manuskripte vom Anfang der 1460er Jahre, wahrscheinlich nicht von Prioris
  - „Royne du ciel“ / „Regina caeli“ zu drei Stimmen, in 1 Handschrift Prioris zugeschrieben, ist von Loyset Compère.